# Héctor Santos Llorente
Héctor Santos Llorente (Madrid, 6 de enero de 1998) es un atleta español especializado en salto de longitud. En 2019 fue subcampeón de Europa sub-23 en su prueba.

## Trayectoria deportiva
Aunque nació en Madrid, Héctor Santos se crio en Huelva, donde inició la práctica del atletismo siendo aún muy joven. En 2010, con 12 años, fue subcampeón de Andalucía de salto de altura en categoría infantil (sub-14).
Durante sus primeros años practicó distintas especialidades atléticas, si bien poco a poco se fue encaminando a las vallas y, finalmente, la longitud. En 2014 se proclamó campeón de España juvenil (sub-18) y su marca de 7.28 m le permitió ir a los European Youth Olympic Trials de Bakú. En 2015 repitió éxito en el campeonato de España juvenil y participó en el Campeonato del Mundo Juvenil, donde acabó en la décima plaza.
En 2017 fue campeón de España júnior (sub-20) y, sobre todo, alcanzó su primer éxito internacional al conseguir la medalla de bronce en el Campeonato de Europa Júnior con una marca de 7.96 m, mejorando en 44 cm su mejor marca hasta ese momento.
En 2018 consigue sus primeras medallas en los campeonatos de España absolutos, al ganar la plata en pista cubierta y el bronce al aire libre.
En 2019, tras cambiar su técnica de salto (de la extensión simple a dar tres zancadas y media en el aire), logró por fin superar los ocho metros. Consiguió la medalla de plata en la prueba de longitud del Campeonato de Europa Sub-23 con un salto de 8.19 m, su mejor marca personal hasta esa fecha. En el Campeonato del Mundo, su primer campeonato internacional absoluto, se quedó en 7,69 m y no consiguió clasificarse para la final.
En 2022 hizo tres nulos en la prueba de calificación del Campeonato del Mundo. En el Campeonato de Europa, en cambio, sí consiguió alcanzar la final, donde consiguió la séptima plaza.
Vive en Guadalajara, donde entrena en el grupo del exsaltador Iván Pedroso.

## Competiciones internacionales
| Representando a España en salto de longitud \| Año \| Competición \| Sede \| Puesto \| Marca \| \| ---- \| -------------------------- \| --------------- \| ----------------- \| ----- \| \| 2015 \| Campeonato Mundial Juvenil \| Cali \| 10.º \| 7.11 \| \| 2016 \| Campeonato Mundial Sub-20 \| Bydgoszcz \| 30.º (calif.) \| 6.83 \| \| 2017 \| Campeonato Europeo Sub-20 \| Grosseto \| Medalla de bronce \| 7.96 \| \| 2018 \| Juegos Mediterráneos \| Tarragona \| 10.º \| 7.48 \| \| 2019 \| Campeonato Europeo Sub-23 \| Gävle \| Medalla de plata \| 8.19 \| \| 2019 \| Campeonato del Mundo \| Doha \| 19.º (calif.) \| 7.69 \| \| 2022 \| Campeonato Iberoamericano \| La Nucía \| Medalla de bronce \| 7.97 \| \| 2022 \| Campeonato del Mundo \| Eugene (Oregón) \| -- (calif.) \| NM \| \| 2022 \| Campeonato de Europa \| Múnich \| 7.º \| 7.82 \| \| 2023 \| Juegos Europeos \| Chorzów \| 5.º \| 7.77 \| | Representando a España en salto de longitud \| Año \| Competición \| Sede \| Puesto \| Marca \| \| ---- \| -------------------------- \| --------------- \| ----------------- \| ----- \| \| 2015 \| Campeonato Mundial Juvenil \| Cali \| 10.º \| 7.11 \| \| 2016 \| Campeonato Mundial Sub-20 \| Bydgoszcz \| 30.º (calif.) \| 6.83 \| \| 2017 \| Campeonato Europeo Sub-20 \| Grosseto \| Medalla de bronce \| 7.96 \| \| 2018 \| Juegos Mediterráneos \| Tarragona \| 10.º \| 7.48 \| \| 2019 \| Campeonato Europeo Sub-23 \| Gävle \| Medalla de plata \| 8.19 \| \| 2019 \| Campeonato del Mundo \| Doha \| 19.º (calif.) \| 7.69 \| \| 2022 \| Campeonato Iberoamericano \| La Nucía \| Medalla de bronce \| 7.97 \| \| 2022 \| Campeonato del Mundo \| Eugene (Oregón) \| -- (calif.) \| NM \| \| 2022 \| Campeonato de Europa \| Múnich \| 7.º \| 7.82 \| \| 2023 \| Juegos Europeos \| Chorzów \| 5.º \| 7.77 \| | Representando a España en salto de longitud \| Año \| Competición \| Sede \| Puesto \| Marca \| \| ---- \| -------------------------- \| --------------- \| ----------------- \| ----- \| \| 2015 \| Campeonato Mundial Juvenil \| Cali \| 10.º \| 7.11 \| \| 2016 \| Campeonato Mundial Sub-20 \| Bydgoszcz \| 30.º (calif.) \| 6.83 \| \| 2017 \| Campeonato Europeo Sub-20 \| Grosseto \| Medalla de bronce \| 7.96 \| \| 2018 \| Juegos Mediterráneos \| Tarragona \| 10.º \| 7.48 \| \| 2019 \| Campeonato Europeo Sub-23 \| Gävle \| Medalla de plata \| 8.19 \| \| 2019 \| Campeonato del Mundo \| Doha \| 19.º (calif.) \| 7.69 \| \| 2022 \| Campeonato Iberoamericano \| La Nucía \| Medalla de bronce \| 7.97 \| \| 2022 \| Campeonato del Mundo \| Eugene (Oregón) \| -- (calif.) \| NM \| \| 2022 \| Campeonato de Europa \| Múnich \| 7.º \| 7.82 \| \| 2023 \| Juegos Europeos \| Chorzów \| 5.º \| 7.77 \| | Representando a España en salto de longitud \| Año \| Competición \| Sede \| Puesto \| Marca \| \| ---- \| -------------------------- \| --------------- \| ----------------- \| ----- \| \| 2015 \| Campeonato Mundial Juvenil \| Cali \| 10.º \| 7.11 \| \| 2016 \| Campeonato Mundial Sub-20 \| Bydgoszcz \| 30.º (calif.) \| 6.83 \| \| 2017 \| Campeonato Europeo Sub-20 \| Grosseto \| Medalla de bronce \| 7.96 \| \| 2018 \| Juegos Mediterráneos \| Tarragona \| 10.º \| 7.48 \| \| 2019 \| Campeonato Europeo Sub-23 \| Gävle \| Medalla de plata \| 8.19 \| \| 2019 \| Campeonato del Mundo \| Doha \| 19.º (calif.) \| 7.69 \| \| 2022 \| Campeonato Iberoamericano \| La Nucía \| Medalla de bronce \| 7.97 \| \| 2022 \| Campeonato del Mundo \| Eugene (Oregón) \| -- (calif.) \| NM \| \| 2022 \| Campeonato de Europa \| Múnich \| 7.º \| 7.82 \| \| 2023 \| Juegos Europeos \| Chorzów \| 5.º \| 7.77 \| | Representando a España en salto de longitud \| Año \| Competición \| Sede \| Puesto \| Marca \| \| ---- \| -------------------------- \| --------------- \| ----------------- \| ----- \| \| 2015 \| Campeonato Mundial Juvenil \| Cali \| 10.º \| 7.11 \| \| 2016 \| Campeonato Mundial Sub-20 \| Bydgoszcz \| 30.º (calif.) \| 6.83 \| \| 2017 \| Campeonato Europeo Sub-20 \| Grosseto \| Medalla de bronce \| 7.96 \| \| 2018 \| Juegos Mediterráneos \| Tarragona \| 10.º \| 7.48 \| \| 2019 \| Campeonato Europeo Sub-23 \| Gävle \| Medalla de plata \| 8.19 \| \| 2019 \| Campeonato del Mundo \| Doha \| 19.º (calif.) \| 7.69 \| \| 2022 \| Campeonato Iberoamericano \| La Nucía \| Medalla de bronce \| 7.97 \| \| 2022 \| Campeonato del Mundo \| Eugene (Oregón) \| -- (calif.) \| NM \| \| 2022 \| Campeonato de Europa \| Múnich \| 7.º \| 7.82 \| \| 2023 \| Juegos Europeos \| Chorzów \| 5.º \| 7.77 \| |
| Año | Competición | Sede | Puesto | Marca |
| --- | --- | --- | --- | --- |
| 2015 | Campeonato Mundial Juvenil | Cali | 10.º | 7.11 |
| 2016 | Campeonato Mundial Sub-20 | Bydgoszcz | 30.º (calif.) | 6.83 |
| 2017 | Campeonato Europeo Sub-20 | Grosseto | Medalla de bronce | 7.96 |
| 2018 | Juegos Mediterráneos | Tarragona | 10.º | 7.48 |
| 2019 | Campeonato Europeo Sub-23 | Gävle | Medalla de plata | 8.19 |
| 2019 | Campeonato del Mundo | Doha | 19.º (calif.) | 7.69 |
| 2022 | Campeonato Iberoamericano | La Nucía | Medalla de bronce | 7.97 |
| 2022 | Campeonato del Mundo | Eugene (Oregón) | -- (calif.) | NM |
| 2022 | Campeonato de Europa | Múnich | 7.º | 7.82 |
| 2023 | Juegos Europeos | Chorzów | 5.º | 7.77 |

## Marcas personales
| Prueba            | Marca | Viento | Lugar | Fecha               |
| ----------------- | ----- | ------ | ----- | ------------------- |
| Salto de longitud | 8.19  | -0.1   | Gävle | 12 de julio de 2019 |

| Prueba            | Marca | Lugar     | Fecha                 |
| ----------------- | ----- | --------- | --------------------- |
| Salto de longitud | 7.93  | Antequera | 16 de febrero de 2019 |